# Glomerulopatia lipoproteinowa
Glomerulopatia lipoproteinowa (łac. glomerulopathia lipoproteinica), LPG, LG (od ang. lipoprotein glomerulopathy) – rzadka, spotykana głównie we wschodniej Azji, wtórna, niezapalna glomerulopatia prowadząca do zespołu nerczycowego, narastających zaburzeń przesączania kłębuszkowego i niekiedy krwinkomoczu. Związana jest z gromadzeniem się nieprawidłowych lipoprotein w obrębie kłębuszków nerkowych.
Choroba po raz pierwszy została opisana w 1989 przez Takao Saito, który stwierdził nefropatię wywołaną zaburzeniami lipidowymi u 57-letniej pacjentki z białkomoczem i obrzękami. Do roku 2006 opisano około 65 przypadków choroby, większość z nich w Japonii i wschodniej Azji. Nieliczne przypadki zostały stwierdzone w Stanach Zjednoczonych i Europie.

## Etiopatogeneza
Prawdopodobną przyczyną glomerulopatii lipoproteinowej jest nieprawidłowa struktura apolipoproteiny E, co jest związane z mutacją genu apoE. W badaniu przeprowadzonym na grupie 15 Chińczyków z glomerulopatią lipoproteinową stwierdzono, że dominuje u nich genotyp ε3/ε4. Mutacje genu apoE stwierdzane w badaniach klinicznych to np. apo E2 (Arg145Pro) Sendai, apo E2 (Arg25Cys) Kyoto i apo E1 (Gln 156-Gly 173→0).
Różnego typu czynniki prowadzić mogą do upośledzenia funkcji kłębuszków nerkowych i pojawienia się objawów choroby. W obrębie kłębuszków nerkowych zwiększa się ilość receptorów dla lipoprotein, dochodzi do gromadzenia się nadmiaru nieprawidłowych apolipoprotein, które ulegają przetransportowaniu do światła naczyń włosowatych kłębuszka. Gromadzące się lipoproteiny tworzą w naczyniach włosowatych zatory powodujące rozszerzenie ich światła bądź ich zamknięcie.

## Badania diagnostyczne
W surowicy krwi stwierdza się wzrost stężenia apolipoproteiny E, obraz jest typowy dla hiperlipoproteinemii typu III (wzrost stężenia cholesterolu całkowitego i trójglicerydów w surowicy, w badaniu elektroforetycznym lipoprotein obecność IDL, szeroki prążek betaliproteiny). Ponadto w badaniach laboratoryjnych można stwierdzić cechy zespołu nerczycowego, np. proteinurię. W badaniu pod mikroskopem optycznym i elektronowym materiału pobranego z nerki stwierdza się masy odpowiadające zatorom tłuszczowym w obrębie poszerzonych naczyń włosowatych kłębuszków nerkowych. Same kłębuszki są powiększone.

## Leczenie
Nie ma ustalonego leczenia przyczynowego. Zaleca się leczenie zespołu nerczycowego, eliminację czynników mogących nasilić rozwój przewlekłej choroby nerek, w zaawansowanych stadiach terapię nerkozastępczą. W piśmiennictwie można znaleźć doniesienia, których autorzy twierdzą, że po przeszczepieniu nerki glomerulopatia lipoproteinowa nawraca w przeszczepie i może prowadzić do jego niewydolności.